# Brunner (cràter)
Brunner és un cràter d'impacte que es troba al llarg de l'extremitat oriental de la Lluna, a sud-est de la Mare Smythii. En aquest lloc, el cràter es veu a la vora de llimbs, i per això no és possible apreciar-lo amb detall des de la Terra. La visibilitat d'aquesta formació també es veu afectada per la libració. El cràter es troba al sud-oest de la plana emmurallada del cràter Hirayama, i a l'est del cràter allargat Houtermans.

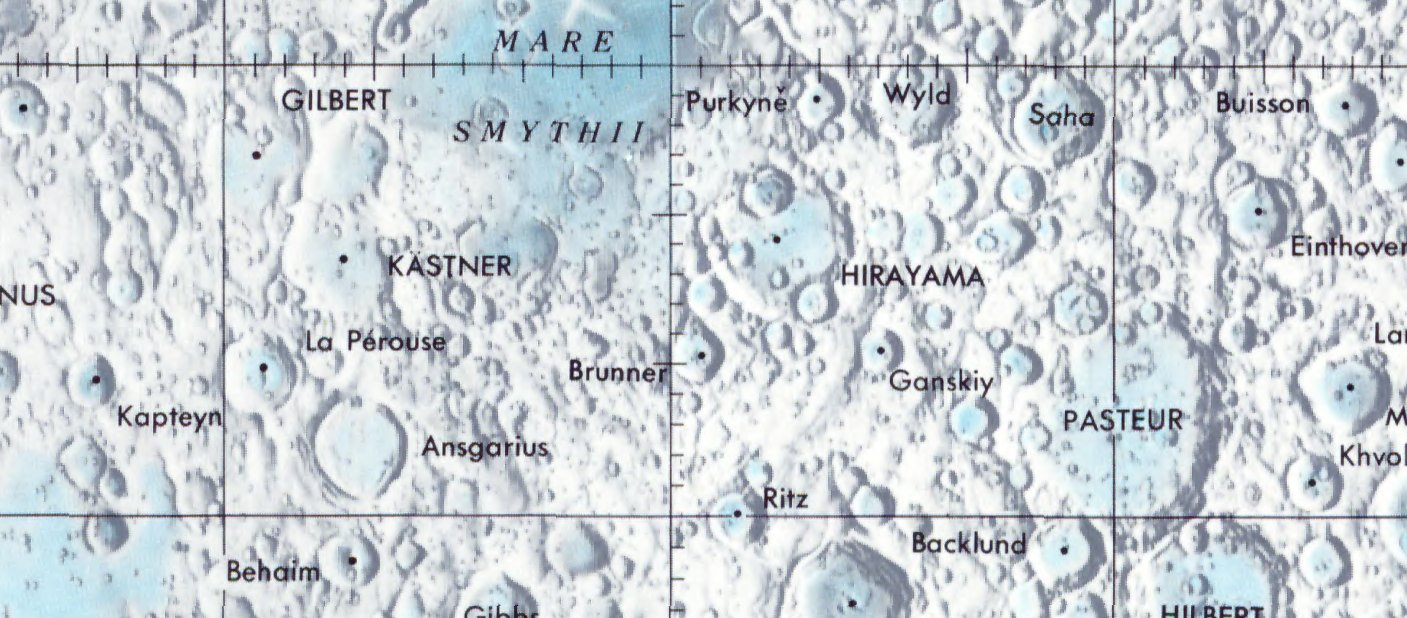
Localització de Brunner (centre de la imatge)
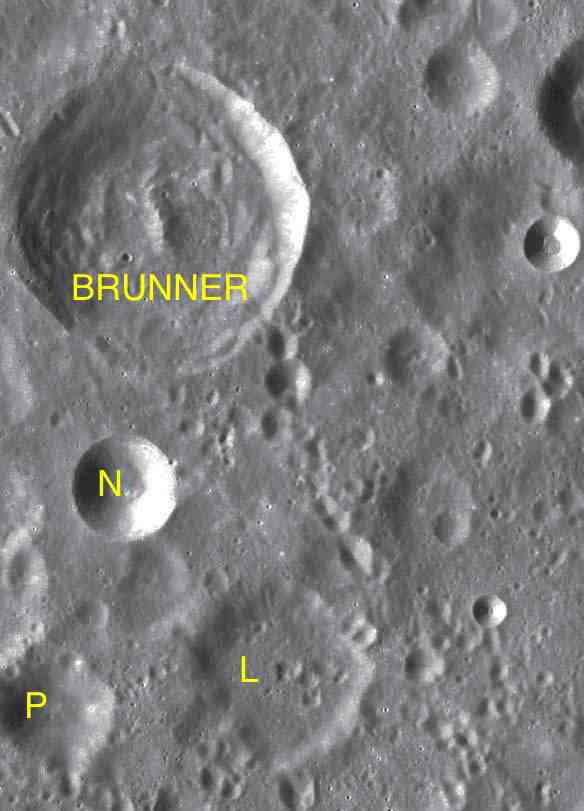
Cràters satèl·lit

La vora de Brunner està ben definida i és gairebé circular, encara que hi ha una lleugera protuberància cap a l'exterior i una paret deprimida al llarg del sector nord. L'interior del cràter és rugós i irregular, amb una esquerda en el punt mig. També hi ha una formació similar a un anell a terra del cràter que és concèntrica amb la paret interior.

## Cràters satèl·lit
Per convenció aquests elements són identificats en els mapes lunars posant la lletra en el costat del punt central del cràter que està més proper a Brunner.
| Brunner | Coordenades                          | Diàmetre |
| ------- | ------------------------------------ | -------- |
| L       | 12° 24′ S, 91° 18′ E / 12.4°S,91.3°E | 34 km    |
| N       | 11° 24′ S, 90° 42′ E / 11.4°S,90.7°E | 18 km    |
| P       | 12° 30′ S, 90° 06′ E / 12.5°S,90.1°E | 19 km    |